# Russia Beyond
Russia Beyond (prej Russia Beyond The Headlines, v prevodu Rusija onkraj naslovnic) je ruski večjezični spletni portal o Rusiji. Portal objavlja zlasti prispevke o ruski kulturi, zgodovini, kulinariki in načinu življenja ter vsebuje potopise po različnih delih Rusije. Trenutno izhaja v 14 jezikih, vključno s  slovenščino. Prek samostojne neprofitne organizacije TV-Novosti (rusko "ТВ-Новости"), ki oddaja tudi televizijski program in spletni portal RT, ga financira ruska državna tiskovna agencija RIA Novosti. 
V nasprotju s projektom Russia Today in portalom Sputnik News, ki ga prav tako financira RIA Novosti, portal Russia Beyond od leta 2017 ne poroča o geopolitičnih temah. Pred tem je deloval kot podružnica ruskega uradnega lista in državnega časopisa Rosijskaja gazeta (rusko Российская газета). Izhajal je kot tiskana priloga v tujih časopisih in revijah. Med drugim je izhajal kot tiskana priloga ameriškega The Washington Post, The Wall Street Journal ter The New York Times, angleškega The Daily Telegraph, francoskega Le Figaro, nemškega Süddeutsche Zeitung in italijanskega časopisa La Repubblica. Nekaterim časopisom so za distribucijo tiskane priloge plačevali, zaradi česar so jo nekateri kritiki označili kot propagandno gradivo, ki izkorišča dober ugled časopisov za promocijo lastne podobe. Ruska vlada naj bi s pomočjo projekta skušala »projicirati podobo Rusije v času, ko je [bilo] privabljanje tujih naložb in strokovnega znanja visoko na dnevnem redu Rusije« in kurirati javno podobo Rusije. V bralcu naj bi skušali vzbuditi simpatiziranje z Rusijo in razumevanje stališč ruskih oblasti.
V preteklosti je Russia Beyond the Headlines skušal prevajati prispevke ruskih medijev, kar pa v tujini ni poželo uspeha Uredniki so zato izdaje prenovili, da so postale podobne zahodnim časopisom. Po besedah tedanjega urednika Evgenija Abova je namen medija »vzbujati interes za državo, kar pa ne pomeni, da so nekritični«.  Portal občasno vključuje tudi prispevke s kritičnimi podtoni o ruskih oblasteh in razmerah, vendar nemška Zvezna agencija za politično izobraževanje meni, da medij rusko vodstvo hkrati prikazuje kot bolj liberalnega kot naj bi to v resnici bilo. Vključevanje občasnih tematik kritičnih do ruskih oblasti, ki ne bi bile nikoli objavljene v medijih, ki imajo v lasti Russia Beyond so kritiki opisali kot način prepričavanja zahodnega bralca, da bere normalen časopis in naj ga bi s tem pripravili na sprejemanje dezinformacij. Po ruski invaziji na Ukrajino je Kanada portal uvrstila med številne sankcionirane ruske medije, ki naj bi širili dezinformacije in vojaško propagando.
Slovensko izdajo je leta 2016 vodila Polona Frelih, ki je po kasnejših navedbah financiranje slovenske izdaje portala pri tedanjem izdajatelju Rossiskaja gazeta pridobila na lastno iniciativo. Portal je po lastnih navedbah zapustila zaradi nestrinjanja s spremembo uredniške politike, po kateri so na portalu prenehali pisati o političnih temah.

## Tiskane priloge
Do leta 2017 je Russia Beyond the Headlines izhajal kot tiskana priloga v naslednjih publikaicj:
- Duma ()
- The Washington Post ()
- The New York Times ()
- The Daily Telegraph ()
- Le Figaro ()
- European Voice ()
- Le Soir ()
- Süddeutsche Zeitung ()
- The Economic Times ()
- Navbharat Times ()
- Folha de Sao Paolo ()
- La Repubblica ()
- El Pais ()
- La Nacion ()
- El Observador ()
- Geopolitika ()
- Politika ()
- Mainichi ()
- UDN ()
- Today ()
- JoongAng Ilbo ()
- South China Morning Post ()
- China Business News ()

## Nagrade
- Nagrada poslovnih krogov Presszvanije (Rusija, 2011)[14]
- Državna nagrada za razvoj mednarodnih odnosov Srebrni lokostrelec (rusko Серебряный лучник; Rusija, 2011)[15]
- Nagrada poslovnih krogov Presszvanije v kategoriji »Multimedijsko novinarstvo« (Rusija, 2012)[16]